# Jan Boelen

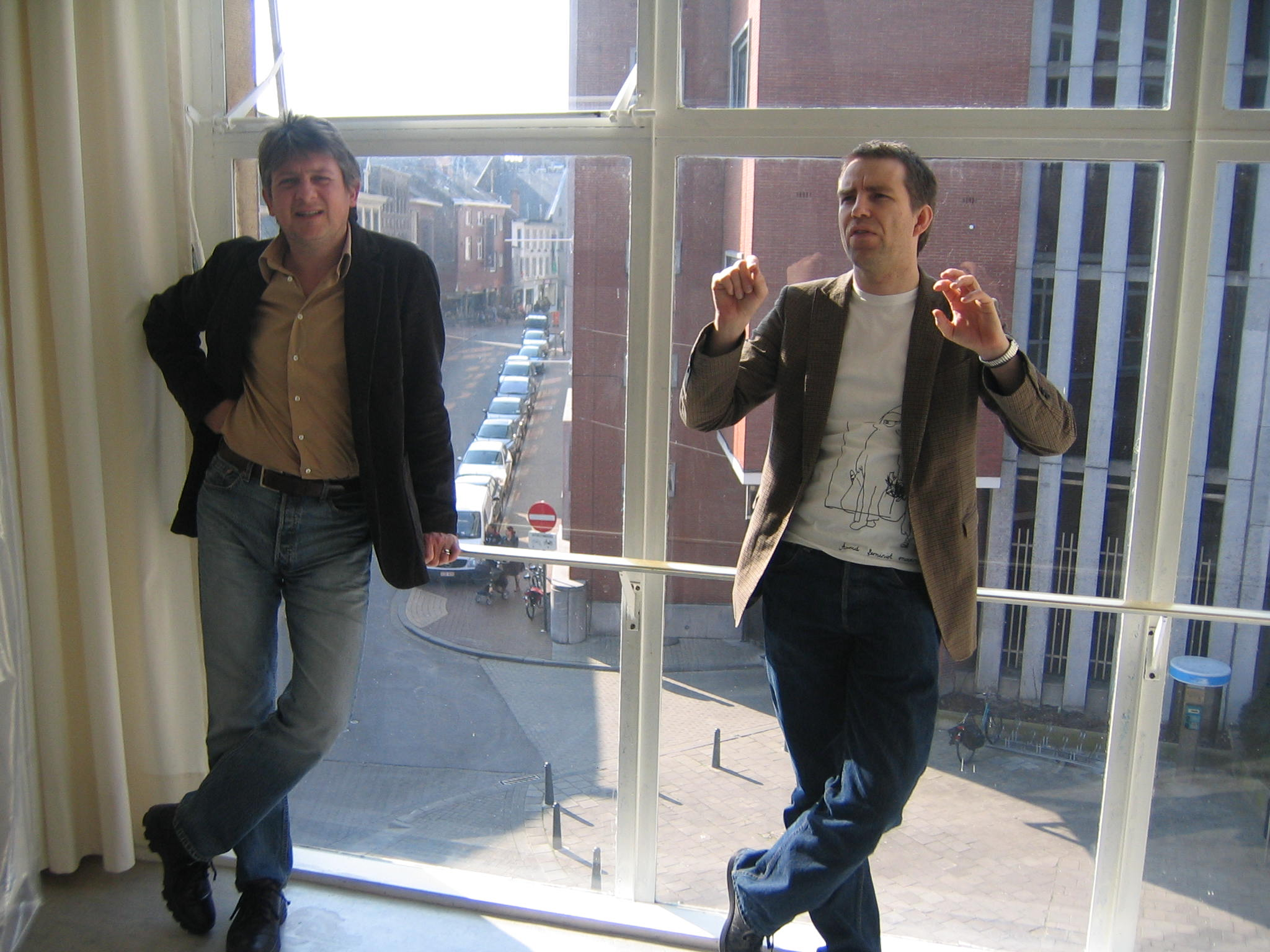
Rob en Jan Boelen, 2007.

Jan Boelen (Genk, 1967) is een Belgisch productontwerper, en artistiek directeur bij kunstencentrum Z33 in Hasselt
Boelen studeerde af als productontwerper aan de Media & Design Academie (KHLim) in Genk (B). In 2002 stichtte hij Z33. Hij is directeur en curator van de tentoonstellingsprojecten over hedendaagse kunst en design, en initieerde het Z-OUT project en Manifesta 9: Limburg.
Op dit moment is hij artistiek directeur bij kunstencentrum Z33 in Hasselt (B) en hoofd van de Master Social Design aan de Design Academy Eindhoven (NL).  Verder is hij ook voorzitter van het comité voor Architectuur en Design van de Vlaamse Gemeenschap.
- Digitale Bibliotheek voor de Nederlandse Letteren: boel055
- RKD-Nederlands Instituut voor Kunstgeschiedenis: 485444
- Virtual International Authority File: 183154260458324480001